# Chińska transkrypcja pocztowa
Chińska transkrypcja pocztowa (chiń. upr. 邮政式拼音; chiń. trad. 郵政式拼音; pinyin Yóuzhèngshì Pīnyīn) − system latynizacji chińskich nazw miejscowości. Wszedł w życie w późnym okresie epoki Qing i został oficjalnie zatwierdzony na sesji plenarnej Cesarskiej Konferencji Pocztowej (帝國郵電聯席會議), która miała miejsce w 1906 roku w Szanghaju. System ten pozostał w użyciu przez pewien czas także po upadku dynastii Qing w 1912 roku i stał się podstawą sposobu zapisu nazw chińskich na Zachodzie, między innymi na mapach Chin. Po utworzeniu ChRL system pocztowy został stopniowo zastąpiony przez nowszy system, nazywany hanyu pinyin, obecnie w powszechnym użyciu również na Zachodzie. 

## Charakterystyka
System ten oparto na  metodzie latynizacji Wade-Gilesa i stosowano przede wszystkim w celach związanych z pocztą, to znaczy w atlasach pocztowych, znaczkach, adresach pocztowych itd. Obejmuje on nazwy geograficzne, używane już wcześniej w Europie, które wyjątkowo odbiegają od zapisu Wade-Gilesa, a także nazwy w wymowie dialektalnej.
Główne różnice w stosunku do systemu Wade-Gilesa:
- Zupełny brak znaków diakrytycznych, apostrofów i akcentów.
- Chi, ch'i, oraz hsi (pinyin ji, qi, and xi) są zapisywane jako albo tsi, tsi, oraz si, albo ki, ki, i hi , w zależności od etymologii, np.:
  - Changkiang (Ch'ang-chiang, Changjiang)
  - Chungking (Ch'ung-ch'ing, Chongqing)
  - Peking (Pei-ching, Beijing)
  - Tientsin (T'ien-chin, Tianjin)
  - Tsinan (Chi-nan, Jinan)
- Półsamogłoskowe "u" (w systemie Wade-Giles) u zapisywano się jako w, e.g., 
  - Ankwo (An-kuo, Anguo)
  - Chinchow (Chin-chou, Jinzhou)
- Miejscowości w prowincjach Guangdong, Guangxi i Fujian latynizowano na podstawie wymowy w miejscowych językach i dialektach, takich jak hakka, język kantoński, czy min np.:
  - Amoy (Hsia-men, Xiamen)
  - Swatow (Shan-t'ou, Shantou)
  - Quemoy (Chin-men, Jinmen)
- Popularne w Europie  nazwy miast chińskich, zwłaszcza portów, zostały zachowane w zapisie tradycyjnym, np.:
  - Canton (Kuang-chou, Guangzhou)

Inne cechy szczególne tego systemu: 
- hs- staje się sh- or -s, e.g., Kishien (z Chi-hsien)
- -ê (szwa) i  -ei zapisywane były -eh, np., Chengteh (z Ch'eng-te) i Pehkiao (z Pei-ch'iao). -ê (czasami również jako -e or -ei).
- końcowe u niekiedy zapisywano jako -uh, np. Wensuh (z Wen-su)